# 466 aC
L'any 466 aC va ser un any del calendari romà prejulià. Durant la República Romana es coneixia com l'Any del consolat de Prisc i Regil·lensis, o de vegades, any 288 Ab urbe condita o de la fundació de Roma. La denominació 466 aC per a aquest any s'ha emprat des de l'edat mitjana, quan el calendari Anno Domini va ser el mètode més usat a Europa per a anomenar els anys.

## Esdeveniments

### Grècia
- A la vora del riu Eurimedont, el general atenès Cimó, al capdavant de les forces de la lliga de Delos, va derrotar els perses per terra i per mar.[2]
- Els atenencs van ocupar la ciutat de Cios, a Bitínia, i va entrar a la Lliga de Delos.[3]

### Itàlia
- Trasibul succeeix com a tirà de Siracusa al seu oncle Hieró I. La ciutat d'Hímera va enviar una força per ajudar Siracusa contra Trasibul, i poc després, en la pau general, els exiliats van poder tornar a la ciutat.[4]

### República Romana
- Quint Servili Estructe Prisc i Espuri Postumi Albus Regil·lensis són elegits cònsols a Roma. Els dos cònsols van fer la guerra contra les nacions veïnes, sense cap menció especial.[5]

## Necrològiques
- Mor de malaltia Hieró I, tirà de Siracusa.[6]